# エリーザベト・フォン・ロートリンゲン
エリーザベト・レナータ・フォン・ロートリンゲン（ドイツ語：Elisabeth Renata von Lothringen, 1574年10月9日 - 1635年1月4日）は、バイエルン選帝侯マクシミリアン1世の妃。フランス語ではエリザベート・ルネ・ド・ロレーヌ（Elisabeth Renée de Lorraine）。エリーザベトには子供がおらず、その結果継承の危機を引き起こしたが、マクシミリアン1世との仲は良好であった。また、政治的に影響力は持たなかったものの、敬虔で寛大であるといわれた。

## 生涯
エリーザベトはロレーヌ公シャルル3世とクロード・ド・ヴァロワの間の娘である。
1595年2月9日にナンシーにおいてエリーザベトはバイエルン公継嗣で従兄弟にあたるマクシミリアン1世と結婚した。この結婚は、バイエルンとロレーヌの2つのカトリック国の間の同盟関係を強化し、フランスおよびトスカーナとバイエルンとの連携をつくるために取り決められた。エリーザベトの姉クリスティーヌはトスカーナ大公フェルディナンド1世と結婚していたためである。夫マクシミリアン1世は1597年にバイエルン公位を継承した。さらに1623年にはバイエルン選帝侯となった。
エリーザベトの不妊症のため、夫婦の間には子供がおらず、それが悩みであった。それにもかかわらず、エリーザベトとマクシミリアン1世との関係は良好であった。しかし後継者がいないことで継承危機による政治的不安定をもたらした。
エリーザベトは敬虔なカトリックで、多くの時間を宗教的な活動に費やし、その禁欲的な生活で知られるようになった。結婚当初は生き生きと陽気な様子であったのが、歳とともに憂鬱な様子となっていった。マクシミリアンはエリーザベトに対し、政治的な影響も義務も与えなかったが、エリーザベトは慈善活動に多大な努力を費やした。
エリーザベトは長期間患ったのち死去した。エリーザベトとの間に子供がなかったため、マクシミリアン1世はエリーザベトの死の数か月後にマリア・アンナ・フォン・エスターライヒと再婚し、待望の後継者を得ることができた。

## 脚注

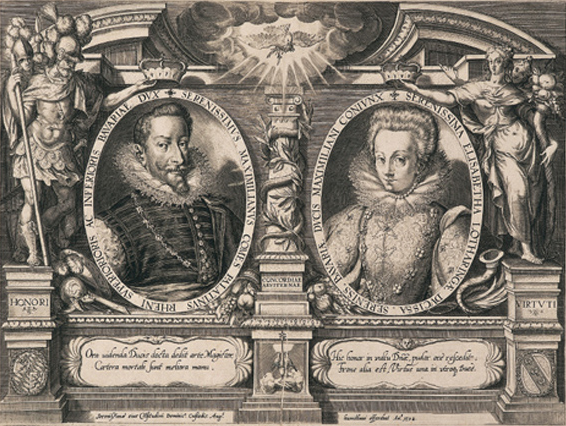
エリーザベトと夫マクシミリアン1世